# Конкурс «Книга Донбасу»

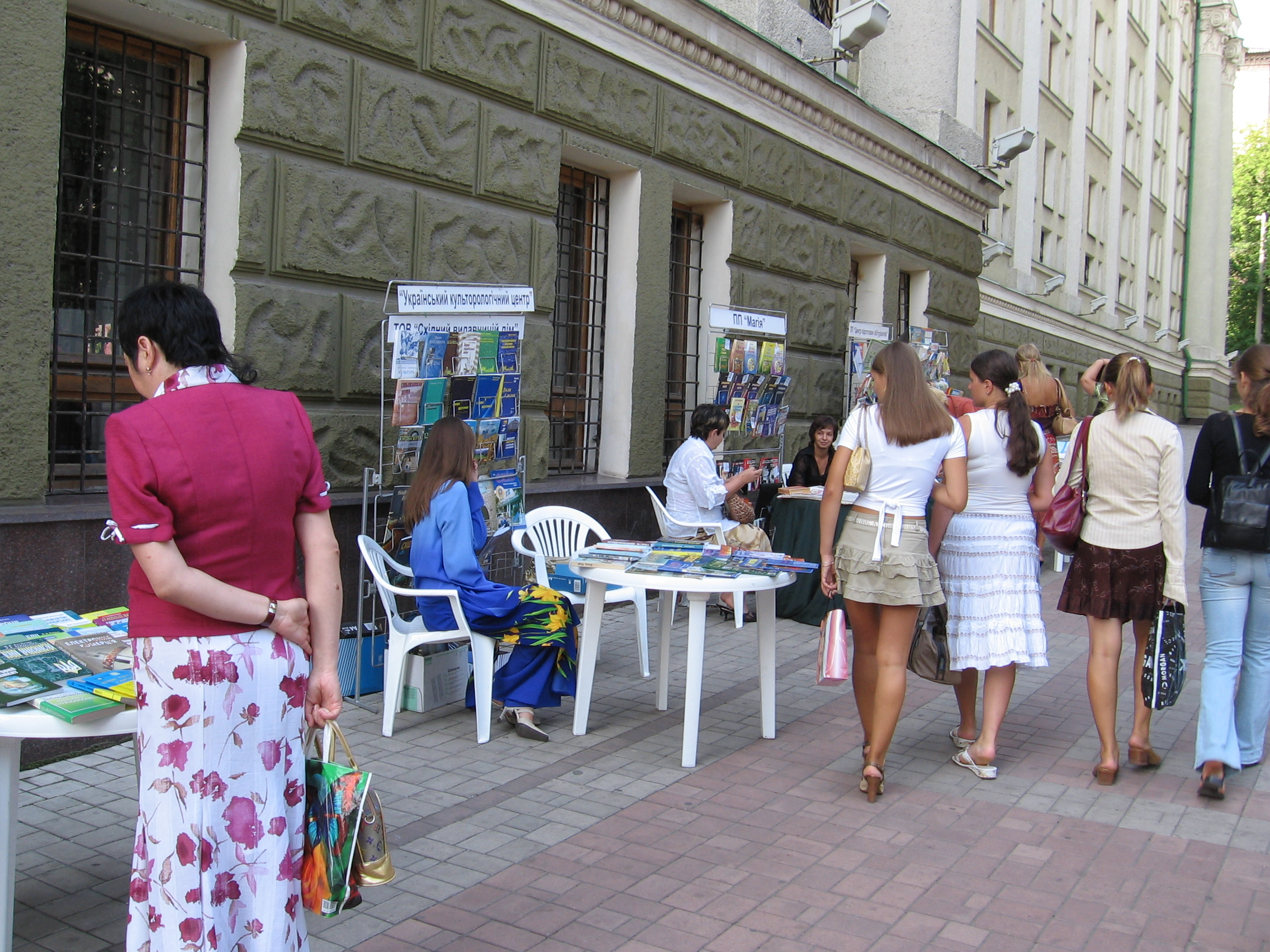
Фрагмент книжкового ярмарку-2006 у рамках регіонального фестивалю «Преса і книга Донеччини».

Конкурс «Книга Донбасу» — щорічний конкурс книжкових видань Донбасу, до якого допускаються книги поточного та минулого років з універсальним ідентифікаційним номером ISBN.
Конкурс проводився з 1996 р. 17 раз у рамках регіонального фестивалю «Преса і книга Донеччини» (до 2013 р.). Середня кількість проектів у щорічному Конкурсі — 100. За 17 років загальна кількість поданих проектів — 1700.
Основні номінації конкурсу
- Суспільно-політичні науки
- Економічні науки
- Юридичні науки
- Природничі та медичні науки
- Технічні та сільськогосподарські науки
- Культура та мистецтво
- Українська художня книга
- Дитяча книга

Нагородами відзначаються книги, які одержують 1 і 2 місце (Книги-переможці і Книги-лауреати) в кожній з номінацій.
У межах Конкурсу «Книга Донбасу» просто неба проходить книжковий ярмарок продукції видавництв Донбасу.